# Warm Mineral Springs
Warm Mineral Springs – jednostka osadnicza w Stanach Zjednoczonych, w stanie Floryda, w hrabstwie Sarasota.